# Bugahyeon-dong
Bugahyeon-dong là một dong, phường của Seodaemun-gu ở Seoul, Hàn Quốc.

## Liên kết
- (tiếng Anh) Trang chính thức Seodaemun-gu Lưu trữ ngày 31 tháng 5 năm 2008 tại Wayback Machine
- Bản đồ của Seodaemun-gu Lưu trữ ngày 31 tháng 5 năm 2008 tại Wayback Machine
- (tiếng Hàn) Trang chính thức Seodaemun-gu
- (tiếng Hàn) Văn phòng dân cư Bugahyeon-dong Lưu trữ ngày 18 tháng 1 năm 2008 tại Wayback Machine